# توليف تفاعلي
التوليف التفاعلي أو التوليف الزمني هو مجال علم الحاسوب الذي يدرس التوليد التلقائي لآلات الحالة (مثل آلات مور) من مواصفات عالية المستوى (مثل الصيغ في المنطق الزمني الخطي). تسلط «التفاعلية» الضوء على حقيقة أن الآلة المركبة تتفاعل مع المستخدم، وتقرأ أحد المدخلات وتنتج مخرجات، ولا توقف تشغيلها أبدًا.
تم تقديم مشكلة التوليف بواسطة ألونزو تشرتش في عام 1962، حيث كانت المواصفات عبارة عن صيغ في المنطق الأحادي من الدرجة الثانية وآلات الحالة في شكل دوائر رقمية.